# Loš odgoj (2004.)
Loš odgoj (španj. La mala educación) španjolski je dramski film iz 2004. godine čiji scenarij i režiju potpisuje Pedro Almodóvar. Uloge tumače Gael García Bernal, Fele Martínez, Daniel Giménez Cacho i Lluís Homar, a film se fokusira na dvama prijateljima (i ljubavnicima) koji su se ponovo sreli nakon djetinjstva, a sada se nalaze u situaciji tajnovita ubojstva. Seksualno zlostavljanje katoličkih svećenika, transseksualnost, uporaba droga i metafikcija također su važne teme i elementi radnje što je nagnalo MPAA da filmu dodijeli ocjenu NC-17.
Film je izašao 19. ožujka 2004. u Španjolskoj i 10. rujna 2004. u Meksiku. Također je prikazan na mnogim međunarodnim filmskim festivalima poput Cannesa, New Yorka, Moskve i Toronta prije svoga izlaska u SAD-u 19. studenoga 2004. godine.
Film je dobio izvrsne kritike i ocijenjen je kao povratak Almodovarove tamne scene, smjestivši ga među filmove poput Matadora (1986.) i Zakona želje (1987.).

## Radnja
Godine 1980. u Madridu Enrique Goded, mladi filmski redatelj u potrazi je za svojim sljedećim projektom kada prima neočekivan poziv glumca koji traži posao. Glumac tvrdi da je Enriqueov školski prijatelj i prva ljubav Ignacio Rodriguez. Ignacio, sada s imenom Ángel Andrade, ponio je sa sobom kratku priču pod naslovom "Posjet" u nadi da će Enrique pokazati zanimanje za snimanje filma prema njoj, a da će njemu povjeriti glavnu ulogu. Enrique je zaintrigiran jer "Posjet" opisuje njihovo zajedničko vrijeme u katoličkoj školi, ali uključuje i fiktivan prikaz njihova ponovna susreta kao odraslih ljudi mnogo godina poslije.
"Posjet" se zbiva 1977. godine. Pripovijeda priču o drag umjetnici i transseksualki Zahari, čije je ime pri rođenju bilo Ignacio. Zahara planira orobiti pijanog obožavatelja no otkriva da je taj čovjek njezin ljubavnik iz djetinjstva Enrique. Zatim posjećuje svoju staru školu i suočava se s ocem Manolom koji ju je zlostavljao dok je bila dječak. Zahtijeva od njega jedan milijun peseta inače će obavijestiti javnost o njezinoj priči "Posjetu". Priča se zbiva u katoličkoj osnovnoj školi za dječake 1964. godine. U školi je Ignacio, mlad dječak s prekrasnim pjevačkim glasom, predmet žudnje oca Manola, ravnatelja škole i učitelja književnosti. Ignacio pronalazi svoju prvu ljubav i kino u društvu Enriquea, razrednog druga. Jedne noći otac Manolo otkriva ih zajedno i prijeti da će izbaciti Enriquea. U pokušaju da to spriječi Ignacio se prepušta ocu Manolu. Svećenik zlostavlja Ignacija, no svejedno izbacuje Enriquea.
Enrique želi adaptirati Ignaciovu priču za film, no Ángelov uvjet je da glumi Zaharin dio, transseksualnu ulogu. Enrique je i dalje skeptičan jer osjeća da su Ignacio kojeg je volio i današnji Ignacio potpuno drugačiji ljudi. Odlučuje otputovati u Galiciju k Ignaciovoj majci gdje saznaje da je stvarni Ignacio mrtav već četiri godine, a da je čovjek koji je došao u njegov ured zapravo Ignaciov mlađi brat Juan.
Enriqueovo zanimanje je uzdrmano, no odlučuje napraviti film s Juanom u ulozi Ignacija da bi saznao što tjera Juana. Enrique i Ángel počinju vezu, a Enrique prepravlja scenarij tako da završi s ocem Manolom, kojeg je Ignacio pokušavao ucijeniti da stekne novac za kiruršku promjenu spola, kako ubija Ignacija. Za vrijeme snimanja scene Ángel neočekivano udri u plač.
Filmski set posjećuje Manuel Berenguer, stvarni otac Manolo, koji se odrekao crkvene službe. Berenguer se ispovijedi Enriqueu da novi svršetak filma nije daleko od istine: stvarni Ignacio ucjenjivao je Berenguera koji je nekako uspio prikupiti novac, ali je pokazao zanimanje za Ignaciova mlađeg brata Juana. Juan i Manuel počeli su odnos i ubrzo su shvatili da žele vidjeti Ignacija mrtvog. Juan je pribavio nešto heroina iznimne čistoće tako da njegov brat umre od predoziranja drogom. Nakon zločina odnos se raspada; Berenguer želi nastaviti odnos s Juanom, no Juana to ne zanima. Berenguer poručuje da nikad neće napustiti Juana, pa mu Juan prijeti da će ga ubiti ako ga Berenguer nastavi progoniti. Berenguer pokušava ucijeniti Juana zbog njegove uloge u ubojstvu Ignacija.
Enrique je zaprepašten i uopće ga ne zanimaju Juanova slaba opravdanja za ono što je učinio svome bratu. Naposljetku, prije nego što ode, Juan predaje Enriqueu komad papira: pismo Enriqueu koje je Ignacio tipkao u trenutku svoje smrti.
U pogovoru se spominje da je Enrique objavio film nakon svega i postigao velik uspjeh. Usprkos žalu i krivnji zbog svoga brata Juan također postiže uspjeh, no poslije je protjeran na televizijski rad. Berenguer umire u prometnoj nesreći (koju je uzrokovao Juan i koji bježi s mjesta nesreće ispunivši svoje obećanje koje je dao prije u filmu).

## Uloge
- Gael García Bernal kao Juan / Ángel / Zahara. García je tražen da prikaže uvjerljivi kastiljski španjolski naglasak prije početka snimanja.
- Fele Martínez kao Enrique Goded
- Daniel Giménez Cacho kao otac Manolo
- Lluís Homar kao g. Manuel Berenguer
- Javier Cámara kao Paca/Paquito
- Petra Martínez kao Majka
- Nacho Pérez kao Mladi Ignacio
- Raúl García Forneiro kao Mladi Enrique
- Francisco Boira kao Ignacio
- Juan Fernández kao Martín
- Alberto Ferreiro kao Enrique Serrano
- Leonor Watling kao Monica, garderobijerka

## Produkcija
Almodóvar je prema izjavi radio na scenariju preko deset godina.

## Izlazak
Film je izišao u Španjolskoj 19. ožujka 2004., a u Sjedinjenim Državama 5. rujna 2004., dobivši općenito pozitivne kritike.
Film je izvorno označen s NC-17 zbog "scene eksplicitnog seksualnog sadržaja". Film je poslije uređen za ocjenu R zbog "snažnog seksualnog sadržaja kroz film, jezika i nešto uporabe droge".

### Recepcija
Film je dobio čast otvaranja 57. canneskog filmskog festivala 2004. postavši prvim španjolskim filmom kojemu je to uspjelo.
Dobio je pozitivne ocjene među kritikom. Kritički skupljač Rotten Tomatoes izvješćuje da je 88% od 135 stručnih kritika dalo filmu pozitivnu ocjenu s prosječnom ocjenom od 7,5/10 i kritičkim konsenzusom u opisu: "slojevita, čudesno prikazana i strasna drama."

### Kinoblagajne
Ukupno je film zaradio 40 milijuna $ širom svijeta. U kinima SAD-a film je zaradio 5,2 milijuna $ – uspjeh za film na stranom jeziku.

## Vanjske poveznice
- službeno mrežno mjesto
- Loš odgoj na Internet Movie Databaseu
- Loš odgoj[neaktivna poveznica] na AllRoviju
- Loš odgoj na Box Office Mojo
- Loš odgoj na Rotten Tomatoesu
- Loš odgoj na Metacriticu